# ESR켄달스퀘어
ESR켄달스퀘어(영어: ESR Kendall Square)는 대한민국의 물류 부동산 개발 및 운영 기업이다.